# Beurizot
Beurizot ist eine französische Gemeinde mit 112 Einwohnern (Stand 1. Januar 2022) im Département Côte-d’Or in der Region Bourgogne-Franche-Comté. Sie gehört zum Kanton Semur-en-Auxois und zum Arrondissement Montbard.
Nachbargemeinden sind Saint-Thibault im Nordwesten, Vitteaux im Norden, Vesvres im Nordosten, Boussey im Osten, Soussey-sur-Brionne im Südosten, Gissey-le-Vieil im Süden und Thorey-sous-Charny im Südwesten.

## Bevölkerungsentwicklung
| Jahr                       | 1962 | 1968 | 1975 | 1982 | 1990 | 1999 | 2008 | 2016 |
| -------------------------- | ---- | ---- | ---- | ---- | ---- | ---- | ---- | ---- |
| Einwohner                  | 174  | 165  | 112  | 76   | 97   | 110  | 114  | 122  |
| Quellen: Cassini und INSEE |      |      |      |      |      |      |      |      |

## Persönlichkeiten
- Familie Bouton: Claude Bouton war im 16. Jahrhundert Ritter und Herr von Beurizot und anderen Siedlungen.

## Weblinks

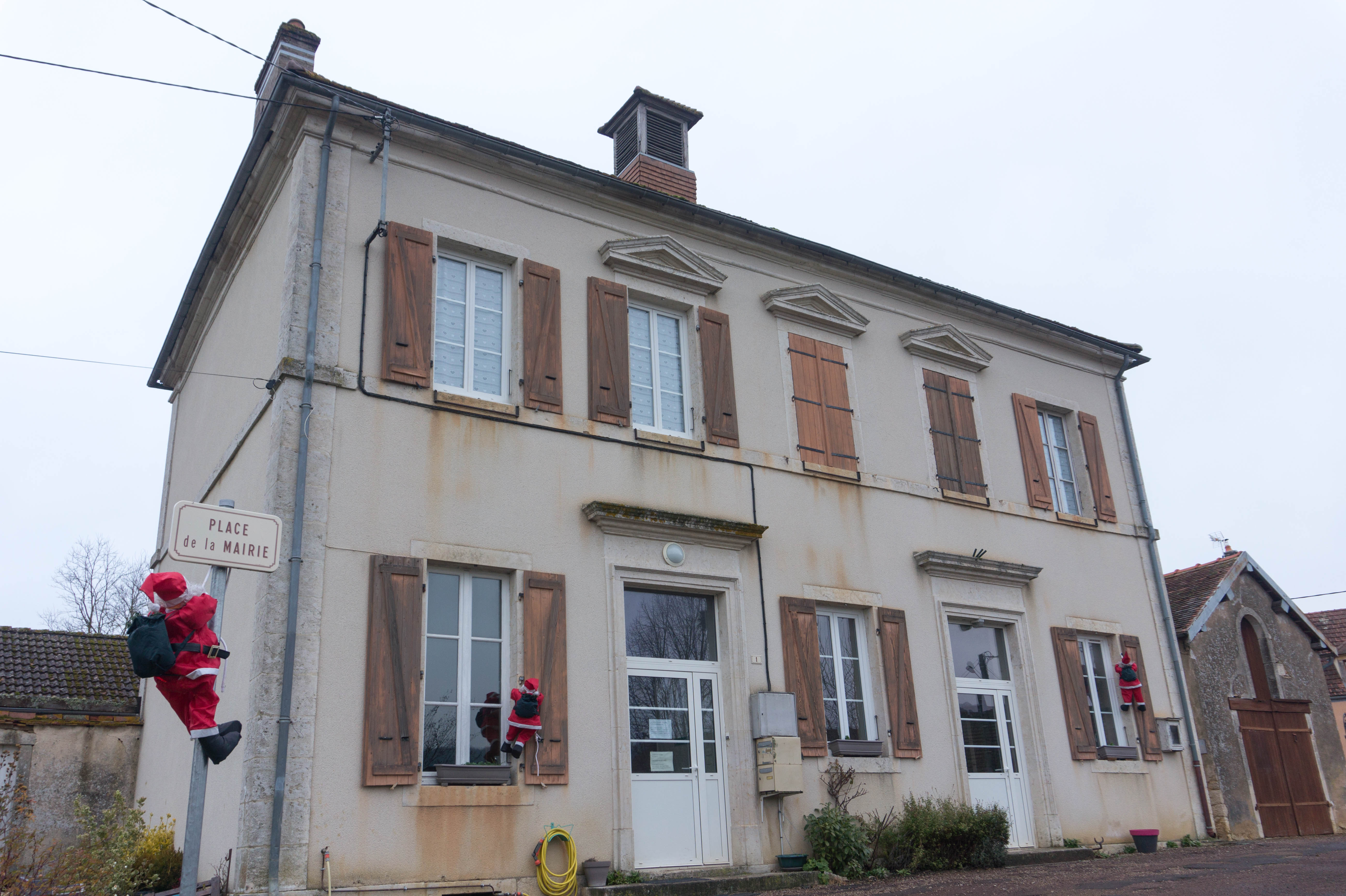
Mairie Beurizot